# Wilson Price Hunt
Wilson Price Hunt, William Price Hunt (ur. 1782 w Trenton w stanie New Jersey, zm. 1842 w Saint Louis) – amerykański handlarz futer, podróżnik i odkrywca.
Od roku 1804 zajął się handlem futrami w St. Louis. W roku 1810 został zaangażowany przez Johna Astora, założyciela American Fur Company, do przeprowadzenia ekspedycji lądowej w górę rzeki Missouri aż do pacyficznego wybrzeża Oregonu, gdzie wcześniejsza wyprawa morzem – wokół przylądka Horn – pod kierunkiem Roberta Stuarta założyła w marcu roku 1811 faktorię handlową w ujściu Kolumbii o nazwie Astoria.
Hunt zaangażował grupę Kanadyjczyków z Montrealu, których sprowadził do St. Louis, a już na miejscu Pierre’a Doriona i jego żonę Marie Dorion jako przewodników i tłumaczy. Poza nimi w St. Louis dołączyli tłumacz Edward Rose i Donald MacKenzie, dawniej działający w North West Company.
Ekspedycja wyruszyła z St. Louis w marcu lub kwietniu 1811 roku posuwając się drogą wodną w górę Missisipi i zatrzymując najpierw w Fort Osage, a następnie w wiosce Indian Arikara w północno-wschodniej Dakocie. Na tym wstępnym odcinku wyprawy towarzyszyli im brytyjski naukowiec John Bradbury i amerykański botanik Thomas Nuttall.
Na tym odcinku podróży grupa Hunta posuwała się równolegle z wyprawą Manuela Lisy. W wiosce Arikarów Hunt postanowił zrezygnować z transportu rzecznego. Wymienił z Lisą swe łodzie na konie, dostał kilka dodatkowych od Arikarów i ruszył na zachód wzdłuż rzeki Cheyenne omijając Black Hills.
We wrześniu 1811 roku ekspedycja dotarła do południowego krańca gór Bighorn i posuwała się dalej na zachód przez przełęcz Teton w górach Wind River ku dolinie rzeki Snake. Tu ponownie nabyto od Indian canoe próbując spływu rzeką, ale po stracie kilku ludzi na bardzo bystrej i niebezpiecznej Snake, wrócono do drogi lądowej.
Posuwając się dalej pieszo wędrowcy – wzdłuż rzek Snake i Salmon – pokonali pasmo Blue Mountains, a następnie wzdłuż biegu rzeki Kolumbia dotarli w lutym 1812 roku do Astorii. Część drogi, jaką pokonali, stała się po trzech dziesięcioleciach tzw. „szlakiem oregońskim”.